# Hotel Radisson Blu w Krakowie
Radisson Blu Hotel Kraków – pięciogwiazdkowy hotel mieszczący się w Krakowie przy ulicy F. Straszewskiego 17, naprzeciwko Filharmonii Krakowskiej.
Hotel Radisson Blu w Krakowie został otwarty w lipcu 2003 roku i należy do międzynarodowej sieci hoteli Radisson Blu, wchodzącej w skład grupy Carlson Companies. Hotel posiada 196 pokoi rozmieszczonych na sześciu piętrach. Ponadto na pierwszym piętrze znajduje się osiem sal konferencyjnych, a na parterze dwie restauracje oraz lobby bar.
Radisson Blu Hotel Kraków, jako pierwszy hotel na świecie, otrzymał eko certyfikat BS8901.

## Specyfikacja
- Standard: *****
- Liczba pokoi: 196
- Liczba sal konferencyjnych: 8
- Restauracje: Solfeż i Milk&Co
- Bar: Salt&Co